# Armand Marc de Montmorin Saint-Hérem
Armand Marc, hrabě z Montmorin de Saint-Hérem (13. října 1745 Courpière – 2. září 1792 Paříž) byl francouzský politik, první ministr (de facto premiér) a ministr zahraničí a námořnictva za Ludvíka XVI. Stal se jednou z obětí francouzské revoluce.

## Život
Pocházel z mladší větve šlechtického rodu z Auvergne. Byl dvorním společníkem Ludvíka XVI., když byl dauphinem, a následně byl jmenován velvyslancem v Trevíru a Madridu (1778-1784). Odtud byl povolán do funkce guvernéra Bretaně. V roce 1787 byl králem jmenován ministrem zahraničních věcí. Montmorin byl oddaným obdivovatelem Jacquese Neckera, jehož vliv u dvora pomáhal udržovat. Po Neckerově odvolání 12. července 1789 odešel do důchodu, ale po Neckerově opětovném jmenování po dobytí Bastily se i Montmorin opět vrátil do svého úřadu, který zastával až do října 1791.
Honoré Mirabeau se na něj obrátil již v prosinci 1788 s cílem zapojit ho do svých politických plánů, ale Montmorin, uražen Mirabeauovými útoky na Neckera, se s ním odmítl setkat. S postupem francouzské revoluce se však Montmorinův postoj k Mirabeauovi změnil. Stále více se stával Mirabeauovým prostředníkem. Mnozí soudí, že kolem roku 1791 už byl Montmorin premiérem jen formálně, reálně jím byl Mirabeau. Montmorin se neodvážil dospět k rozhodnutí bez toho, aby se poradil s Mirabeauem. Ten ho rád využíval, aniž by si však dělal iluze o jeho povaze. Hořce si stěžoval, že Montmorin je „flákač“ (flasque) a „zbabělec“ (gavache).
Mirabeauova smrt v dubnu 1791 byla pro Montmorina těžkou ranou. Po útěku královské rodiny do Varennes byl donucen rezignovat na svůj úřad. Zůstal královým rádcem. Patřil do nejužšího kruhu králových přátel, který revolucionáři nazývali "Rakouský výbor". Stále radikálnější jakobíni ho proto chtěli za každou cenu dostat. V červnu 1792 byly na ministerstvu zahraničí zabaveny všechny jeho dokumenty, ale nic kompromitujícího nebylo objeveno. Přesto byl v červenci 1791 odsouzen. Uchýlil se do domu pradleny, ale byl objeven, předveden před Národní shromáždění a uvězněn ve věznici Abbaye, kde zahynul při zářijových masakrech. Při masakru zahynul i jeho příbuzný Louis Victor Henri, markýz de Montmorin de Saint Herem, hlava starší větve rodu.